# Markus Brunner
Markus Brunner (* 18. Mai 1973 in Meran) ist ein ehemaliger italienischer Eishockeyspieler, der zuletzt bis 2006 beim HC Meran in der Serie B unter Vertrag stand. Sein Sohn Pascal ist ebenfalls italienischer Nationalspieler.

## Karriere
Markus Brunner begann seine Karriere beim HC Meran in seiner Geburtsstadt. 1990 wechselte er zu den Oshawa Generals in die Ontario Hockey League, spielte aber auch vereinzelt für Meran in der Serie A und der Serie B. Nachdem er die Spielzeit 1992/93 beim HC Bozen verbracht hatte, schloss er sich 1993 dem HC Courmaosta an, für den er bis 1995 auf dem Eis stand. Nach einem erneuten Jahr beim HC Bozen, mit dem er 1996 italienischer Meister wurde, kehrte er nach Meran zurück. Seinen Stammverein führte er 1997 in die Serie A zurück und 1999 zum zweiten Meistertitel der Vereinsgeschichte. Nach dem Abstieg in die Serie B 2004 blieb er dem Klub noch bis 2006 treu, ehe er seine Karriere beendete.

### International
Im Juniorenbereich spielte Brunner für Italien bei den U18-B-Europameisterschaften 1988, 1989, 1990 und 1991, als er zum besten Stürmer des Turniers gewählt wurde, sowie bei den U20-C-Weltmeisterschaften 1991, als er gemeinsam mit seinem Landsmann Lino De Toni, dem Briten Anthony Payne und dem Jugoslawen Aleksandar Košić Torschützenkönig des Turniers wurde, und 1992 und der U20-B-Weltmeisterschaft 1993, als er in das All-Star-Team des Turniers gewählt wurde. Bis heute ist Brunner mit 30 Punkten Topscorer der italienischen Junioren.
Brunner, der bereits in der Spielzeit 1991/92 erstmals in der Herren-Nationalmannschaft spielte, absolvierte sein erstes großes Turnier im Seniorenbereich bei der A-Weltmeisterschaft 1997. Im Folgejahr nahm er sowohl an den Olympischen Winterspielen in Nagano, als auch erneut an der A-Weltmeisterschaft teil. Anschließend spielte er noch bei der erfolgreichen Qualifikation zur A-Weltmeisterschaft 2000, wurde für die WM selbst aber nicht nominiert.

## Erfolge und Auszeichnungen
- 1996 Italienischer Meister mit dem HC Bozen
- 1997 Aufstieg in die Serie A mit dem HC Meran
- 1999 Italienischer Meister mit dem HC Meran

### International
- 1991 Bester Stürmer der U18-B-Europameisterschaft
- 1991 Torschützenkönig der U20-C-Weltmeisterschaft
- 1992 Aufstieg in die B-Gruppe bei der U20-C-Weltmeisterschaft
- 1993 All-Star-Team der U20-B-Weltmeisterschaft